# Палюшки
Палю́шки (укр. пальчики, ліниві вареники, котики) — блюдо украинской кухни из теста в виде небольших валиков или пальчиков, отваренных в подсоленном кипятке, и приготовленных из муки, отварного картофеля и сырых яиц.
К столу палюшки подают с жареным луком, со шкварками или подсолнечным маслом. Отдельно подают сметану.
По сути, это те же галушки, в которые добавляют вареный картофель, а также можно добавить домашний творог.